# GIP Ecofor
Le GIP Ecofor (écosystèmes forestiers) est un Groupement d'Intérêt Public regroupant les principaux organismes forestiers français. Ses activités principales portent sur l'étude du fonctionnement et de la dynamique des écosystèmes, ainsi que sur la gestion durable des forêts.

## Historique
Le GIP Ecofor est créé en 1993 pour dix ans et renouvelé depuis en 2003, 2013 et 2023.  

## Présentation
Le GIP Ecofor compte actuellement 12 membres, parmi les principaux organismes forestiers français (INRAE, ONF, CNRS, Cirad, IRD, AgroParisTech, CNPF, FCBA, IGN,  MNHN) et l'État représenté par les deux ministères chargés de l’agriculture et de la forêt d’une part, de la transition écologique d’autre part. Le GIP Ecofor est un GIP de type « Recherche », placé sous la tutelle du Ministère de l’Enseignement supérieur et de la Recherche. 
Ses activités principales portent sur l'étude du fonctionnement et de la dynamique des écosystèmes, ainsi que sur la gestion durable des forêts, le tout en milieux tempérés et tropicaux.
Le GIP Ecofor joue le rôle d'interface entre recherche et gestion forestière, grâce à son expertise et au moyen de systèmes d'informations spécialisés.
Il est actuellement dirigé par Nicolas Picard (depuis mai 2020), qui a succédé à Jean-Luc Peyron (2004-2019). 

## Organisation
Chaque membre d'Ecofor siège à l'Assemblée générale, qui se réunit deux fois par an pour décider les orientations institutionnelles et scientifiques du GIP ainsi que de leur mise on œuvre annuelle.
Le conseil scientifique propose des pistes d'action, contribue le cas échéant à leur développement et en réalise une évaluation. Il peut déléguer une partie de ses missions à des conseils plus spécialisés. 
Ci-après un historique de la composition des différents Conseils :
| Identité          | Période     |
| ----------------- | ----------- |
| Yves Birot        | 1993 - 2000 |
| Henri Decamps     | 2001 - 2006 |
| Patrick Duncan    | 2007 - 2008 |
| François Houllier | 2009 - 2013 |
| Jean-Marc Guehl   | 2013 - 2020 |
| Pascal Marty      | Depuis 2020 |

| Identité        | Période     |
| --------------- | ----------- |
| Alain Pavé      | 1993 - 1995 |
| Claude Millier  | 1996 - 2013 |
| Christine Farcy | 2013 - 2016 |
| Pascal Marty    | 2016 - 2020 |
| Maya Leroy      | Depuis 2020 |

## Projets menés
(mars 2025).
Ci-dessous, une sélection des projets menés par le GIP Ecofor ou auxquels il participe, en cours ou achevés, classés selon les quatre thématiques de travail. 

### Thème 1: Biodiversité et fonctionnement des écosystèmes forestiers
- BGF - Biodiversité, gestion forestière et politiques publiques
- PASSIFOR-2 - suivi multi-dispositifs de la biodiversité de la forêt
- PBF - Plateforme biodiversité pour la forêt
- CARTOFORA - site de référence sur la cartographie des forêts anciennes en France métropolitaine
- Projet QUESTIND -  Elaboration d'un jeu partagé d'indicateurs de la biodiversité en forêt : du questionnement au reportage
- F-ORE-T - Fonctionnement des écosystèmes forestiers

### Thème 2: Changement climatique et autres risques
- GICC - Gestion et Impacts du changement climatique
- RMT AFORCE - Adaptation des forêts au changement climatique
- FORMASAM - Management scenarios for adaptation and mitigation
- CCBIO - Impacts du changement climatique sur la biodiversité
- CREAFOR - Impacts du changement climatique sur les forêts et leur adaptation
- Action Cost Echoes - Changement climatique et forêts européennes

### Thème 3: Gestion durable et services écosystémiques
- Biomadi - Biomasse, biodiversité et ressources naturelles en forêt
- TAMOBIOM : Tests et Appropriation par les acteurs opérationnels de nouveaux MOdèles technico-économiques pour une récolte durable de BIOMasse forestière
- SUMFOREST -  Gestion forestière durable et multifonctionnalité des forêts européennes
- Ateliers ReGeFor 2020, Recherche et Gestion forestières
- IGDOM -  Intégration des Outre-mer dans les Indicateurs de gestion durable des forêts françaises
- EFESEF – Evaluation française des écosystèmes et services écosystémiques forestiers
- FORESTERRA - Changement global et impact sur les services écosystémiques de la forêt Méditerranéenne
- Etude RESOBIO - Gestion des REmanents forestiers : préservation des SOls et de la BIOdiversité

### Thème 4: Recherche, innovation et politiques publiques
- Réseau SEHS -  Réseau des Sciences économiques, humaines et sociales appliquées à la forêt
- CA-SIF - Catalogue des Sources d'Information sur la Forêt
- COMPUTREE - Plateforme de traitement de données de télédétection
- Colloque Bois Architecture - Choisir l'arbre et le bois dans la construction et la planification urbaine